# Liste menschlicher Zelltypen

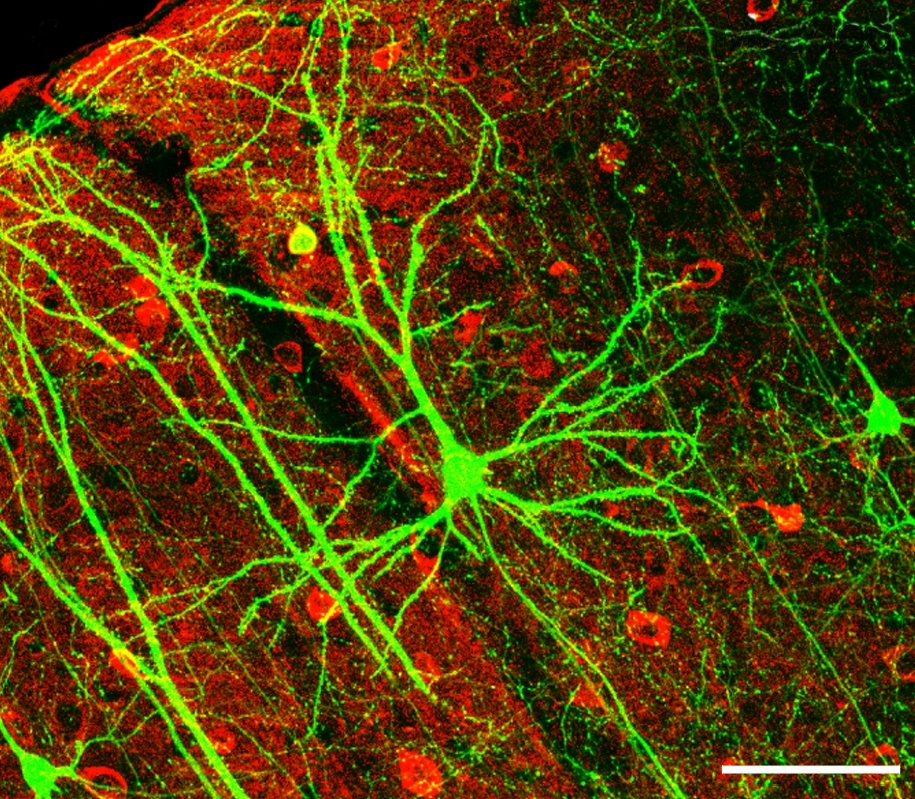
Nervenzelle (in grün), Balken ≙ 0,1 mm

Es existieren, je nach Definition, mehr als 200 Zelltypen im menschlichen Körper. Die unterschiedlichen Zelltypen entstehen jeweils während der Ontogenese aus einem der drei Keimblätter: Endoderm, Mesoderm oder Ektoderm. Durch die unterschiedliche Entwicklung entsteht die jeweilige Zellabstammung.

## Zellen aus dem Endoderm

### Sekretorische Epithelzellen
1. Speicheldrüse Mukosazelle (Polysaccharid-reiche Sekretion)
2. Speicheldrüse Nummer 1 (Glykoprotein-reiche Sekretion)
3. Von Ebner-Drüsenzelle (wäscht Geschmacksknospen auf der Zunge)
4. Brustdrüsenzelle (Milchsekretion)
5. Tränendrüsenzelle (Tränendrüsensekretion)
6. Ceruminaldrüsenzelle in Ohr (Ohrenschmalzsekretion)
7. Ekkrine Schweißdrüse dunkle Zelle (Glykoprotein-Sekretion)
8. Ekkrine Schweißdrüse klarzelligen (Sekretion kleiner Moleküle)
9. Apokrine Schweißdrüsenzelle (wohlriechendes Sekret, Sex-Hormon empfindlich)
10. Moll-Drüsenzelle in Augenlid (Schweißdrüse)
11. Talgdrüsenzelle (Talg-Sekretion)
12. Bowman-Drüse Zelle in der Nase (wäscht Riechepithel)
13. Brunner-Drüsenzelle im Zwölffingerdarm (Enzyme und alkalischer Schleim)
14. Samenblasenzelle (sondert Samenflüssigkeit ab)
15. Prostatazelle (Samenflüssigkeit)
16. Bulbourethrale Drüsenzelle (Schleim-Sekretion)
17. Bartholin-Drüsenzelle (vaginale Gleitmittel-Sekretion)
18. Littre-Drüsenzelle (Schleimabsonderung)
19. Uterus-Endometriumzelle (Kohlenhydrat Sekretion)
20. Isolierte Becherzelle der Atemwege und des Magen-Darm-Trakts (Schleimabsonderung)
21. Magenschleimhautzelle (Schleimabsonderung)
22. Magendrüsenzelle (Pepsinogen Sekretion)
23. Belegzellen (Salzsäure Sekretion)
24. Bauchspeicheldrüsen Azinuszelltumoren (Bicarbonat- und Verdauungsenzym-Sekretion)
25. Paneth-Zellen im Darm (Lysozym-Sekretion)
26. TypII-Pneumozyt der Lunge (Tensid-Sekretion)
27. Club-Zelle der Lunge

### Hormon-sezernierende Zellen
1. Somatotrope Hypophysenvorderlappenzelle
2. Lactotrope Hypophysenvorderlappenzelle
3. Thyrotrope Hypophysenvorderlappenzelle
4. Gonadotrope Hypophysenvorderlappenzelle
5. Corticotrope Hypophysenvorderlappenzelle
6. Zwischenhirnanhangzelle (sezerniert Melanozyten-stimulierendes Hormon)
7. Großzellige neurosekretorische Zelle (sezerniert Oxytocin)
8. Großzellige neurosekretorische Zelle (sezerniert Vasopressin)
9. Verdauungstrakt- und Atemwegszelle (sezerniert Serotonin)
10. Verdauungstrakt- und Atemwegszelle (sezerniert Endorphin)
11. Verdauungstrakt- und Atemwegszelle (sezerniert Somatostatin)
12. Verdauungstrakt- und Atemwegszelle (sezerniert Gastrin)
13. Verdauungstrakt- und Atemwegszelle (sezerniert Sekretin)
14. Verdauungstrakt- und Atemwegszelle (sezerniert Cholecystokinin)
15. Verdauungstrakt- und Atemwegszelle (sezerniert Insulin)
16. Verdauungstrakt- und Atemwegszelle (sezerniert Glucagon)
17. Verdauungstrakt- und Atemwegszelle (sezerniert bombesin)
18. Schilddrüsenepithelzelle
19. Parafollikuläre Zelle der Schilddrüse
20. Parathyroidzelle der Nebenschilddrüse
21. Oxyphile Zelle der Nebenschilddrüse
22. Chromaffine Zelle der Nebenniere (sezerniert Steroidhormone: Mineralcorticoide und Glucocorticoide)
23. Leydigzelle der Hoden (sezerniert Testosteron)
24. Theca interna Zelle der Ovarialfollikel (sezerniert Östrogen)
25. Granulosa Luteinzelle des Corpus luteum, Zelle der geplatzten Ovarialfollikel (sezerniert Progesteron)
26. Theca Luteinzelle des Corpus luteum, Zelle der geplatzten Ovarialfollikel (sezerniert Progesteron)
27. Juxtaglomeruläre Zelle (Renin-Sekretion)
28. Macula densa-Zelle der Nieren
29. Peripolarzelle der Nieren
30. Mesangialzelle der Nieren

## Zellen aus dem Ektoderm

### Tegmentumsystem

#### Keratinisierende Epithelzellen
1. Epidermale Keratinozyten (Differenzierte Zelle)
2. Epidermale Basalzelle (Stammzelle)
3. Keratinozyten der Fingernägel und Fußnägel
4. Nagelbett-Basalzelle (Stammzelle)
5. Markhaarschaftszelle
6. Corticale Haarschaftszelle
7. Kutikuläre Haarschaftszelle
8. Kutikuläre Haarwurzelscheidenzelle
9. Haarwurzelscheidenzelle Huxley-Schicht
10. Haarwurzelscheidenzelle Henle-Schicht
11. Externe Haarwurzelscheidenzelle
12. Trichozyten der Haarmatrix (Stammzelle)

#### Barrieren-Epithelzellen
1. Oberfläche Epithelzellen der Schicht Plattenepithel von Hornhaut, Zunge, Mundhöhle, Ösophagus, Analkanal, distal Urethra und Vagina
2. Basalzelle (Stammzelle) der Epithelien der Hornhaut, Zunge, Mundhöhle, Speiseröhre, Analkanal, distalen Harnröhre und Vagina
3. Harnepithelzelle (Harnblase und Harnwege)

### Nervensystem

#### Sinneswandlerzellen
1. Innere Haarzelle des Corti-Organs
2. Äußere Haarzelle des Corti-Organs
3. Basalzelle des Riechepithels (Stammzelle für olfaktorischen Neuronen)
4. Kälteempfindliche primäre sensorische Neuronen
5. Wärmeempfindliche primäre sensorische Neuronen
6. Merkelzelle der Epidermis (Berührungssensor)
7. Geruchsrezeptor-Neuron
8. Schmerzempfindliche primäre sensorische Neuronen (verschiedene Typen)
9. Photorezeptor Stäbchenzellen
10. Blauempfindlicher Photorezeptor Zapfenzellen der Augen
11. Grünempfindlicher Photorezeptor Zapfenzellen der Augen
12. Rot-empfindlicher Photorezeptor Zapfenzellen der Augen
13. Propriozeptive primäre sensorische Neuronen (verschiedene Typen)
14. Berührungsempfindliche primäre sensorische Neuronen (verschiedene Typen)
15. TypI-Halsschlagaderzelle (pH-Sensor Blut)
16. TypII-Halsschlagaderzelle (pH-Sensor Blut)
17. TypI-Haarzelle des vestibulären Systems im Ohr (Beschleunigung und Schwerkraft)
18. TypII-Haarzelle des vestibulären Systems im Ohr (Beschleunigung und Schwerkraft)
19. TypI-Geschmacksknospenzelle

#### Autonome Nervenzellen
1. Cholinerge Nervenzellen (verschiedene Typen)
2. Adrenerge Nervenzellen (verschiedene Typen)
3. Peptiderge Nervenzellen (verschiedene Typen)

#### Sinnesorgane und periphere Unterstützungszellen
1. Innere Säulenzelle des Corti-Organs
2. Äußere Säulenzelle des Corti-Organs
3. Innere phalangeale Zelle des Corti-Organs
4. Äußere phalangeale Zelle des Corti-Organs
5. Randzelle des Corti-Organs
6. Hensen-Zelle des Corti-Organs
7. Vestibulumszelle
8. Geschmackszelle
9. Riechepithelzelle
10. Schwann-Zelle
11. Satelliten-Gliazelle (Verkapselung von peripheren Nervenzellkörper)
12. Enterische Gliazelle

#### Zentralnervensystem: Neuronen und Gliazellen
1. Astrozyten (verschiedene Typen)
2. Neuronen (verschiedene Typen)
3. Oligodendrozyten

#### Linsenzellen
1. Vordere Linsenepithelzelle
2. Crystallinhaltige Linsenfaserzelle

## Zellen aus dem Mesoderm

### Stoffwechsel- und Speicherzellen
1. Hepatozyt (Leberzelle)
2. Adipozyt: Weiße Fettzelle
3. Adipozyt: Braune Fettzelle
4. Leberfettzelle

### Barrier Funktionszellen (Lunge,Darm,exokrine DrüsenundUrogenitaltrakt)

#### Nieren
1. Nierenbelegzellen
2. Podozyten der Nieren-Glomeruli
3. Bürstensaumzelle der proximalen Tubuli der Nieren
4. Dünnes-Segment-Zelle der Henleschen Schleife
5. Nierenzelle der distalen Tubuli
6. Nierensammelrohrzelle
7. TypI-Pneumozyt (Saum des Luftraums der Lunge)
8. Pankreasgangzelle (zentroazinäre Zelle)
9. Ungestreifte Kanalzelle (der Schweißdrüse, Speicheldrüse, Brustdrüse etc.): Hauptzelle
10. Ungestreifte Kanalzelle (der Schweißdrüse, Speicheldrüse, Brustdrüse etc.): Interkalierte Zelle
11. Kanalzelle (der Samenblase, Prostata etc.)
12. Bürstensaumzelle des Darms (mit Mikrovilli)
13. Quergestreifte Kanalzelle der exokrinen Drüsen
14. Gallenblasenepithelzelle
15. Unbegeißelte Zelle des Ductulus efferens
16. Nebenhodenhauptzelle
17. Nebenhodenbasalzelle

### Zellen der extrazellulären Matrix
1. Ameloblast (Zahnschmelzsekretion)
2. Planum semilunatum Epithelzelle des Gleichgewichtsorgans im Ohr (Proteoglykan-Sekretion)
3. Interdentale Epithelzelle des Corti-Organs (Deckmembran produziert Haare der Tectorialmembran)
4. Fibroblast des weichen Bindegewebes
5. Fibroblasten der Hornhaut (Keratozyten)
6. Sehnenfibroblast
7. Fibroblast des Knochenmarks
8. Andere nichtepitheliale Fibroblasten
9. Perizyt
10. Nucleus pulposus Zelle der Bandscheiben
11. Cementoblast / cementocyte (Zahnwurzelknochensezernierende Ewan-Zelle)
12. Odontoblast / odontocyte (Dentin-Sekretion)
13. Chondrozyt der Hyalinknorpel
14. Chondrozyt der Faserknorpel
15. Chondrozyt der elastischen Knorpel
16. Osteoblasten / Osteozyt
17. Osteoprogenitorzelle (Stammzelle der Osteoblasten)
18. Hyalozyt der Glaskörper
19. Sternzelle des Perilymphraums im Ohr
20. Lebersternzellen (Ito-Zelle)
21. Bauchspeicheldrüsenzelle

### Kontraktile Zellen
1. Rote Skelettmuskelzelle (langsam)
2. Weiße Skelettmuskelzelle (schnell)
3. Zwischenskelettmuskelzelle
4. Kernsackzelle der Muskelspindel
5. Kernkettenzelle der Muskelspindel
6. Satellitenzelle (Stammzelle)
7. Herzmuskelzelle, normal
8. Knotenherzmuskelzelle (Herzmuskelzelle)
9. Purkinje-Faser Zelle (Herzmuskelzelle)
10. Glatte Muskelzelle (verschiedene Typen)
11. Myoepithelzelle der Iris
12. Myoepithelzelle der exokrinen Drüsen

### Blutzellen und Zellen des Immunsystems
1. Erythrozyt (rote Blutkörperchen)
2. Megakaryozyt (Thrombozyten-Vorläufer)
3. Monozyt (weiße Blutkörperchen)
4. Bindegewebs-Makrophage (verschiedene Typen)
5. Epidermale Langerhans-Zelle
6. Osteoklast (in Knochen)
7. Dendritische Zelle (in lymphatischen Gewebe)
8. Mikrogliazelle (im zentralen Nervensystem)
9. Neutrophile Granulozyten
10. Eosinophile Granulozyten
11. Basophile Granulozyten
12. Mastzelle
13. T-Helferzelle
14. Suppressor-T-Zelle
15. Zytotoxische T-Zelle
16. Natürliche Killer-T-Zelle
17. B-Zelle
18. Natürliche Killerzelle
19. Retikulozyt
20. Stammzellen Vorläuferzellen der Hämatopoese (verschiedene Typen)

### Keimzellen
1. Oogonium/Eizellen
2. Spermatid
3. Spermatozyt
4. Spermatogonium (Stammzelle für Spermatozyten)
5. Spermatozoon

### Nährzellen
1. Ovarialfollikelzelle
2. Sertolizelle (in Testis)
3. Thymus-Epithelzelle

### Interstitielle Zellen
1. Interstitielle Nierenzelle